# Forcipomyia willistoni
Forcipomyia willistoni är en tvåvingeart som beskrevs av Wirth 1971. Forcipomyia willistoni ingår i släktet Forcipomyia och familjen svidknott. Inga underarter finns listade i Catalogue of Life.